# 仁賀保政春
仁賀保 政春（にかほ まさはる）は、江戸時代中期の旗本。

## 経歴
桑山元武の三男として生まれ、仁賀保誠依が病気となった際にその養子となる。享保10年（1725年）11月に養父から家督を継ぎ、12月に8代将軍・徳川吉宗に拝謁する。翌年6月西城小姓組に列せられる。
子がおらず、養子の誠胤（桑山孝晴の次男）が家督を継いだ。